# Шейхабад (Мазендеран)
Шейхабад (перс. شيخ اباد) — село в Ірані, у дегестані Газарпей-є Джонубі, в Центральному бахші, шагрестані Амоль остану Мазендеран. За даними перепису 2006 року, його населення становило 263 особи, що проживали у складі 65 сімей.

## Клімат
Середня річна температура становить 16,91°C, середня максимальна – 36,84°C, а середня мінімальна – -2,99°C. Середня річна кількість опадів – 188 мм.
| Клімат поселення                              | Клімат поселення | Клімат поселення | Клімат поселення | Клімат поселення | Клімат поселення | Клімат поселення | Клімат поселення | Клімат поселення | Клімат поселення | Клімат поселення | Клімат поселення | Клімат поселення | Клімат поселення |
| Показник                                      | Січ.             | Лют.             | Бер.             | Квіт.            | Трав.            | Черв.            | Лип.             | Серп.            | Вер.             | Жовт.            | Лист.            | Груд.            |                  |
| Середній максимум, °C                         | 14,24            | 16,20            | 19,19            | 24,70            | 29,57            | 35,08            | 36,84            | 35,08            | 31,28            | 25,41            | 19,48            | 15,47            |                  |
| Середня температура, °C                       | 5,63             | 7,58             | 10,58            | 16,08            | 20,95            | 26,47            | 28,85            | 27,10            | 23,29            | 17,43            | 11,50            | 7,48             |                  |
| Середній мінімум, °C                          | −2,99            | −1,03            | 1,98             | 7,47             | 12,34            | 17,85            | 20,87            | 19,12            | 15,31            | 9,44             | 3,50             | −0,5             |                  |
| Норма опадів, мм                              | 46               | 30               | 39               | 14               | 6                | 1                | 1                | 1                | 0                | 3                | 8                | 39               |                  |
| Середньомісячна швидкість вітру, м/с          | 1.79             | 2.60             | 3.16             | 3.38             | 3.13             | 3.00             | 2.91             | 2.70             | 2.38             | 2.00             | 1.91             | 1.53             |                  |
| Середньомісячна сонячна радіація, кДж/м²·день | 11865            | 15104            | 17900            | 20507            | 23840            | 26297            | 25684            | 23935            | 22228            | 18616            | 13844            | 11537            |                  |
| --------------------------------------------- | ---------------- | ---------------- | ---------------- | ---------------- | ---------------- | ---------------- | ---------------- | ---------------- | ---------------- | ---------------- | ---------------- | ---------------- | ---------------- |
| Джерело:                                      |                  |                  |                  |                  |                  |                  |                  |                  |                  |                  |                  |                  |                  |